# هوستيليان
هوستيليان أو غايوس فالنس هوستيليانوس ميسيوس كوينتوس أغسطس (باللاتينية: Gaius Valens Hostilianus Messius Quintus Augustus) هو إمبراطور الدولة الرومانية لفترة وجيزة امتدت من يوليو 251 إلى نوفمبر من العام ذاته.
هو ابن الإمبراطور ديكيوس من زوجته هيرينيا إتروشيلا. تاريخ ولادته مجهول. جعله أبوه قيصرًا في مايو 251، وهو الشهر نفسه الذي رُفع فيه أخوه هيرينيوس إتروسكوس ليصير شريكًا لأبيه في عرش الإمبراطورية.

## توليه العرش
في أعقاب مقتل ديكيوس وهيرينيوس إتروسكوس على يد القوط في معركة أبريتاس، نادى الجيش بتريبونيانوس غالوس إمبراطورًا، فلم يلبث الأخير أن رفع هوستيليان ليصير شريكًا له في العرش، ورفع ابنه فولوسيانوس إلى رتبة القيصر.

## وفاته
توفي هوستيليان في نوفمبر 251، واختُلف في سبب وفاته بين قائل إنه توفي من جرّاء الطاعون، وقائل إنه قُتل على يد تريبونيانوس غالوس. وقد رفع تريبونيانوس غالوس ولده فولوسيانوس إلى شراكة العرش في أعقاب موت هوستيليان.